# ジョルディ・サバール
ジョルディ・サバール・イ・ベルナデット（Jordi Savall i Bernadet カタルーニャ語: [ˈʒɔɾði səˈβaʎ i βəɾnəˈðɛt]、1941年8月1日 - ）は、スペイン人のヴィオラ・ダ・ガンバ奏者、指揮者。

## 経歴
カタルーニャ地方のバルセロナ県イグアラダの生まれ。名のJordiはスペイン語風の読み方により「ホルディ」と表記されることがあるが、彼の出身地のカタルーニャ語により「ジョルディ」とするほうが本来の発音に近い。姓のサバールも同様に「サバイ」の方が近い。バーゼル・スコラ・カントルムでヴィオラ・ダ・ガンバを学ぶ。1974年にオリジナル楽器を使用するエスペリオンXX（現エスペリオンXXI）を設立。1987年に声楽アンサンブルのラ・カペイラ・レイアルを、1989年にはコンセール・デ・ナシオンを設立。ルネサンスやバロックなどの作品を得意とするが、近年19世紀の音楽も演奏している。アラン・コルノー監督の「めぐり逢う朝」(1991)の音楽を担当し、サウンドトラックが高い評価を受けたことでも知られる。